# Revue de l'art
La Revue de l'art, créée en 1968 par André Chastel, est une revue savante internationale d'histoire de l'art.
La Revue publie chaque année un numéro thématique ainsi que des numéros varia. Possédant un comité d’honneur, un conseil scientifique et un comité de rédaction, la revue est publiée par les éditions Ophrys sous l'égide du Comité français d'histoire de l'art et avec le concours du Centre national de la recherche scientifique et du ministère de la Culture et de la Communication,.

## Historique
La Revue de l'Art est créée en 1968 par André Chastel, et succède à l'ancien périodique l'Art de France, qu'il publie de 1960 à 1964 avec le soutien de Pierre Berès. Soutenu par le ministre des Affaires culturelles André Malraux, le ministre de l’Éducation nationale Christian Fouchet, le Comité français d'histoire de l'art et le Centre national de la Recherche Scientifique, la Revue de l'Art se veut être, à sa création, un périodique éclectique souhaitant aborder l'histoire de l'art sous toutes ses formes, du Moyen Âge au xxe siècle, en publiant des articles de spécialistes tant français qu'étrangers, des notices et des études, ainsi que des chroniques sur l'actualité de la recherche en histoire de l'art. La revue paraît pour la première fois dans la seconde moitié de l'année 1968 par la publication conjointe de deux numéros sous la direction de son premier président Louis Hautecoeur.
D'abord publiée par les éditions Flammarion, la Revue de l'Art paraît ensuite aux éditions du CNRS entre 1973 et 2004, puis aux éditions Ophrys depuis 2005, après la décision du CNRS de se défaire de ses activités d'édition.

### Direction
La Revue est dirigée entre 2001 et 2005 par Roland Recht, de 2015 à 2020 par Pierre Curie, conservateur au musée Jacquemart-André, puis à partir de 2020 par Barthélémy Jobert, historien de l'art, professeur à la Faculté des Lettres de Sorbonne Université, et membre du Centre André Chastel.